# Доміцеле Тарабільдене
Доміцеле Тарабільдайте-Тарабільдене (9 травня (26 квітня) 1912, Андронишкис, Вількомирський повіт — 8 вересня 1985, Вільнюс) — литовська художниця, графік, книжковий ілюстратор, скульптор, художній фотограф.

## Біографія
Виросла у сім'ї, де було дев'ятеро дітей. У 1924—1928 роках навчалася в гімназії міста Раґува, у 1928—1929 роках — у дівочій гімназії м. Паневежис. З дитинства, заохочувана батьком, вона малювала, ліпила з пластиліну, вирізнялася художнім талантом. У 1929—1935 роках вивчала мистецтво у Каунаській школі мистецтв, студіюючи скульптуру у Юозаса Зікараса та Каетонаса Склерюса. Закінчила школу з рекомендацією продовжити навчання за кордоном.
Починаючи з 1929 року ілюструє книги видавців у Литві, Москві, Києві, Ризі, Таллінні. У 1932 році брала участь у конкурсі плакатів Литовського аероклубу. У 1933 році разом з чоловіком Петру Тарабільда брала участь у конкурсі поштових марок, де вони посіли перше місце з маркою, на якій зображені льотчики Дарюс і Гіренас. З 1935 року брала участь у художніх виставках з графікою, живописом і скульптурами. На Всесвітній виставці в Парижі 1937 року за ілюстрації для книг разом з чоловіком отримали золоту медаль. У 1937—1939 роках навчалася в Парижі в Державній вищій школі декоративно-прикладного мистецтва.
У 1940—1941 малює для друкованих періодичних видань «Мітла» («Šluota»), «Дятел» («Genys»), «Радянська Литва» («Tarybų Lietuva»). У 1941—1945 рр. жила й працювала в Укмерге, з 1967 року — у Вільнюсі.
Діти: сини-художники Арунас, Рамонас і Казис Рімтас Тарабільда, дочка-архітектор Гедре Доміцеле Тарабільдайте-Контваінієнес. 
Похована на Антакальніському кладовищі Вільнюса.

## Творчість
Створювала скульптури та скульптурні композиції, такі як «Мадонна покровителька творчості» (1937). 
Проілюструвала близько 200 книг, зокрема, дитячі «Юний Мікутіс» Пятраса Цвірки, «Велетень Міке» Вітауте Жилінскайте, «Небо падає» Казіса Борути, «Соловей» («Радощі весни», уривок з поеми «Пори року») Крістіонаса Донелайтіса, збірку віршів «Янтарики» Костаса Кубілінскаса
У графіці використовувала техніку гратографії (гратаж), зокрема в ілюстраціях до книжки «Сто народних балад».
Провела персональні виставки: 1950 рік — Каунас, 1951 — Шяуляй, Паланга, Клайпеда, 1952 — Вільнюс, 1954 — Москва, 1961 — Каунас, Йонава, Капсукас.
У серпні 2007 року у Вроцлаві «Domek Romanski» організував фотовиставку її робіт.

## Відзнаки
- 1937 — Всесвітня виставка у Парижі, золота медаль, почесний диплом
- 1938 — Берлінська міжнародна виставка прикладного мистецтва, медаль
- 1940 — Державний ощадний банк, премія
- 1962 — заслужений діяч мистецтв ЛРСР
- 1972 — Державна премія ЛРСР
- 1974 — народний художник ЛРСР

## Вшанування
У лютому 2012 року випущено поштову марку з портретом Доміцеле Тарабільдене.